# Alior Bank
Alior Bank SA — великий універсальний банк у Польщі. На кінець 2015 року банк формує 10-у за величиною фінансову групу в країні з більш ніж 6000 працівників'. 

## Історія
Заснований в 2008 році італійською групою Carlo Tassara, банк дебютував на Варшавській фондовій біржі в 2012.
У 2014 став частиною індексу WIG20.
У 2015 розпочав злиття і поглинання таких банків як Meritum Bank (2015) і Bank BPH (2016). 
Банк був високо оцінений Forbes і Newsweek. Він також отримав низку нагород від Retail Banker International, зокрема, «Найбільш інноваційний банк 2012 року» у номінації «BAI Global Banking Innovation Awards» і «Кращий європейський роздрібний банк 2015». 
У 2013 заступник президента згадав, що банк розглядає можливість збору великих даних про своїх клієнтів.
У 2017 році в Румунії було запущено Telekom Banking для фізичних осіб. Це торговий бренд Alior Bank та T-Mobile Румунія.
У 2018 році банк став членом Палати блокчейну та нових технологій (пол. Izba Blockchain i Nowych Technologii) та активно підтримував ініціативи, спрямовані на розвиток технології блокчейну в країні.
За підсумками 2023 року. Alior Bank досяг рекордних результатів. Чистий прибуток склав 2,03 млрд злотих і збільшився на 1,35 млрд злотих у порівнянні з результатом 2022 року[15]. У квітні 2024 року Загальні збори Alior Bank прийняли рішення про виплату перших в історії дивідендів з прибутку за 2023 рік у розмірі 577 млн злотих (4,42 злотих на акцію)

## Зовнішні посилання
- Офіційний сайт